# 2218 Wotho
2218 Wotho (1975 AK) là một tiểu hành tinh vành đai chính được phát hiện ngày 10 tháng 1 năm 1975 bởi P. Wild ở Zimmerwald.
Bản mẫu:DWspinoff